# Daria Woszek
Daria Wosjek (Tarnowskie Góry. 1982) es una guionista y directora de cine, teatro y multimedia polaca. Es especialmente conocida por su largometraje Marygoround (2020) en la que reflexiona con humor negro sobre la sexualidad de las mujeres y los estereotipos a los que se enfrentan con la menopausia junto a la presión social y el peso de la religión en la sociedad polaca. 

## Trayectoria
Se graduó en la Universidad Jagelónica y posteriormente se especializó en dirección de cine y teatro en la facultad Krzysztof Kieslowski de la Universidad de Silesia. También realizó cursos cine y escritura de guion en la Escuela Wajda de Varsovia, fundada por los directores de cine Andrzej Wajda y  Wojciech Marczewski y la directora de producción Barbara Pec-Ślesicka .Empezó dirigiendo cortometrajes de ficción y documentales, compaginando su trabajo como directora de cine con el de directora de escenografías en la Ópera de Bialystok.
Su primer cortometraje Spowiedź (La Confesión) (2009) obtuvo el premio Kodak en la categoría para estudiantes del Festival de Cine Polaco de Los Ángeles en 2010.También Fidelity (2011) fue galardonado. En 2015 su mediometraje El secuestrador de perros -The Dogcatcher (2015) fue presentado en La Cabina. Festival Internacional de Mediometrajes de Valencia y obtuvo diversos premios internacionales, entre ellos los premios a mejor cortometraje en el Festival Internacional de Cine de Rhode Island y en el Festival de Cine de Gdynia en Polonia.
Además de la dirección cinematográfica, Woszek ha trabajado también como directora multimedia en la Ópera Podlaska diseñando la escenografía digital de varias obras. 

### Reflexionando sobre la sexualidad femenina
Su primer largometraje Marygoround (2020) fue premiado en varios festivales de cine internacionales. Además de dirigir la película, participó en la escritura de guion junto a Sylwester Piechura y Aleksandra Świerk. Se trata de una comedia negra en la que se narra la historia de  Mary -interpretada por la actriz Grazyna Misiorowska- una mujer de 50 años solitaria, que tiene un trabajo aburrido, una "vida reiterativa" y se enfrenta a la transición hormonal. Sumida en el puritanismo, la visita de su sobrina le sitúa en nuevos escenarios que le provocarán vivencias inesperadas. Cuando Daria escribía el guion pensaba ya en su protagonista, Grazyna Misiorowska a quien conocía desde la época de estudiante. La obra ha sido considerada también como "la primera película polaca sobre la naturaleza salvaje de la sexualidad femenina después de Femina de Piotr Szulkin." Woszek señaló que cuando una mujer pasa por la menopausia, cruza esa "línea mágica" y ya no puede tener hijos, su vida esencialmente ha terminado. Las mujeres se volverían transparentes en esta fase. Pero Woszek había observado con su propia madre que muchas mujeres finalmente se sienten ellas mismas después de la menopausia: "No te importa si alguien te encuentra atractiva, no haces nada que no quieras hacer a esta edad". No definen roles sociales. 
La película destacó especialmente en el Festival Internacional de Cine de Gijón en 2020logrando dos galardones, el de "Mejor película" (sección Retueyos) y el Premio a la Mejor Interpretación Femenina para su protagonista, Grazyna Misiorowska. También fue distinguida con otros tres galardones en el Festival Internacional de Cine Fantasia.
También el segundo largometraje que está desarrollando,  Breaths, en preparación, reflexiona sobre los retos a los que se enfrantan las mujeres: Mara y Lola se ven atrapadas en un bosque virgen junto a un lago durante sus vacaciones. Mara tendrá que enfrentarse a sus demonios uniéndose a Lola, perseguida por tres generaciones arquetípicas de hombres: su padre, su pareja y su hijo. En el bosque habitan criaturas míticas, por lo que ambas mujeres tendrán que llegar al límite de sus percepciones.

### Filmografía[10]
- The Sea Stories (corto, 2010)
- The Confession (corto, 2010)
- Fidelity (corto, 2011)
- The Dogcatcher (El secuestrador de perros) (30' mediometraje, 2015)[3]

- Marygoround (largometraje, 2020)
- Breaths (largometraje) en preparación (2022)[2]

## Premios
Por el mediometrajeThe Dogcatcher (2015) obtuvo diversos premios internacionales, entre ellos los premios a mejor cortometraje en el Festival Internacional de Cine de Rhode Island y en el Festival de Cine de Gdynia en Polonia.
Por Marygoround (2020) 
- 2020 FICX 2020 Premio a la mejor película (Retueyos) en el Festival Internacional de Cine de Gijón
- 2020 24 edición del Festival Interntacional de Cine Fantasia. Premio Cheval Noir (Caballo Negro) a la mejor película, dirección y actriz. [12][13]